# Paul Dubois (Mediziner)

Paul Dubois, 1902

Paul Charles Dubois (* 28. November 1848 in La Chaux-de-Fonds; † 4. November 1918 in Bern) war ein Schweizer Mediziner, Arzt, Psychotherapeut und Neuropathologe. Er wird als einer der Pioniere der Psychotherapie angesehen und führte 1903 deren Begriff ein.

## Leben
Paul Charles Dubois wurde geboren als Sohn des Uhrmachers Charles-Ulysse Dubois und der Marie-Luise Dubois, geborener Geiser. Schon sein Grossvater war Uhrmacher. Als Sechsjähriger verlor Dubois seinen Vater, er wurde fortan von zwei Tanten erzogen. Dubois besuchte das Gymnasium in Genf und studierte Medizin an der Universität Bern. In Bern liess er sich zunächst auch als Allgemeinarzt nieder. Ab 1876 war er an der Medizinischen Fakultät der Universität Bern im Bereich der physikalischen Diagnostik und Therapie (Elektrotherapie) tätig. Nach seiner Habilitation wartete er vergebens auf eine Professur. Er entwickelte ein Interesse für Psychiatrie und liess sich beeinflussen von den Schriften von Johann Christian August Heinroth (1773–1843). Auch engagierte er sich politisch, indem er die Neutralität der Schweiz während des Ersten Weltkriegs aktiv förderte. Die «rationale Wachtherapie» (Psychagogik) und die Proklamation einer überredenden und moralisierenden Behandlung, die später ihren Höhepunkt mit Paul Dubois und den Schriften von Ottomar Rosenbach (1851–1907) erreichte, können als Reaktion auf die hypnotischen und suggestiven Methoden der Psychotherapie gesehen werden. Joseph Jules Dejerine (1849–1917) schloss sich ihm in seinen therapeutischen Auffassungen als Pariser Chef der führenden psychiatrischen Klinik Salpêtrière freundschaftlich an. Er veröffentlichte auch das Vorwort bei der Herausgabe der «Psychoneurosen» 1904. Selbst Freud folgte ihm in dieser Hinsicht rein faktisch, auch wenn er sich persönlich Dubois gegenüber unzugänglich erwies.
Er war seit 1881 mit Maria Bertha (1860–1939), der Tochter des Uhrenfabrikanten und Politiker Constant Dinichert verheiratet.

## Leistungen
Paul Dubois habilitierte sich 1876 an der Medizinischen Fakultät in Bern für «Physikalische Diagnostik» und hielt dort Vorlesungen über Elektrodiagnostik und Elektrotherapie, später über Psychotherapie. Die Bezeichnung „Psychotherapie“ führte er 1903 ein. Er wurde 1902 ad personam zum ausserordentlichen Professor für «Neuropathologie» in Bern ernannt. Vom 1. bis 6. September 1902 fand der Zweite Internationale Kongress für medizinische Elektrologie und Radiologie in Bern unter dem Präsidium von Paul Dubois statt. In psychiatrischer Hinsicht entwickelte Dubois etwa gleichzeitig mit Sigmund Freud (1856–1939) und Pierre Janet (1859–1947) seine eigenständige Theorie über die Psychogenie vieler seelischer Störungen und erfasste die Bedeutung der Biographie. Zunächst arbeitete er mit Suggestivmethoden, die er von Hippolyte Bernheim (1840–1919) übernommen hatte, insbesondere auch mit dem Elektrisieren. Letztere Methode war u. a. auch von George Miller Beard praktiziert worden. Dubois’ Theorien zielten im Gegensatz zu Freud eher auf psychosomatische Tatbestände. Dubois leitete seine Behandlungen mit Bettruhe ein, möglichst in einem komfortablen Krankenhaus. Dieser eher kurmässige Behandlungstil, der auch Diätvorschriften enthielt, erinnert ebenfalls an die Methoden der Behandlung bei Neurasthenie. Dieser Stil mag dazu beigetragen haben, dass sich unter seinen Patienten viele prominente Künstler und Politiker befanden. Auch der von Freud psychotherapierte Wolfsmann, Sergej Pankejeff, den Freud später an Ruth Brunswick überwies, hatte ursprünglich die Absicht, sich bei Dubois behandeln zu lassen. Dubois hat seinen Patienten nachweislich viel geholfen, fand jedoch keinen direkten Nachfolger. Somit entstand keine Tradition. Seine Psychotherapie wurde vorübergehend von praktischen Ärzten aufgegriffen, die damit nur wenige Voraussetzungen ausser dem gesunden Menschenverstand erfüllen mussten. Um 1910 war Dubois dennoch neben Freud der meistgesuchte Psychotherapeut in Europa.
Die rational-emotive Therapie nach Albert Ellis und die kognitive Depressionstherapie nach Aaron T. Beck entsprechen in weiten Teilen der rationalen Therapie nach Paul Charles Dubois. Elemente des Vorgehens von Dubois finden sich auch in der direktiven Psychotherapie (Verhaltenstherapie) und der paradoxen Intervention.
Die Hauptwerke sind: «De l’influence de l’esprit sur le corps», 1901. Hierin vertritt der Autor seine Auffassungen über die von ihm so genannte «rationelle Psychotherapie» (besser: rationale Psychotherapie). Sie ist auch unter dem Namen Persuasionstherapie bekannt geworden. Auch in «Les psychonévroses et leur traitement moral», Paris 1904, beschreibt Dubois diese Methode. Die Psychoneurosen seien auf mangelhafte Werturteile zurückzuführen, die sowohl anlagebedingt als auch entwicklungsbedingt seien. Es ist hierin auch der sogenannte Etikettenwechsel der Hysterie beschrieben (1904, S. 11). Hierunter wird die Tatsache verstanden, dass zeitgeschichtlich bedingte Häufungen der Erkrankung angenommen wurden. Freud und auch Janet waren der Auffassung, dass die Hysterie mehr und mehr abnahm.

## Würdigung
Dubois zählt zu den Autoren, die sich in ihren Veröffentlichungen als erste den psychogenen Erkrankungen zuwandten entsprechend der jeweiligen Zeitströmung. Zu diesen zählen auch Sydenham, Cheyne, Pomme, Trotter, Whytt, Brachet, Louyer-Villermay und der bereits erwähnte Beard. Die von Dubois favorisierte moralisierende Behandlung stellt in seiner Zeit eine Strömung der Repsychiatrisierung gegenüber der vor 1850 geläufigen Welle der moralisierenden Behandlung durch die Psychiker dar. Sigmund Freud (1856–1939) und Pierre Janet (1859–1947) können als zeitgenössische Antipoden von Dubois betrachtet werden. Wie bereits gesagt, hielt sich Freud gegenüber Dubois sehr zurück, während Dubois aus seiner Bewunderung für Freud keinen Hehl machte, auch wenn er seinen Theorien nur zum Teil gefolgt ist. Janet hat allerdings nach Erwin H. Ackerknecht «mit Recht etwas boshaft» darauf hingewiesen, dass das psychologische Grundprinzip der Therapie von Dubois sich verdächtig der Christian Science nähere. Dieses Grundprinzip bestehe nämlich darin, dem Kranken einzureden, dass seine Krankheit nicht existiere.

## Vermächtnis
Nach Meinung von Christian Müller ist Paul Dubois ein „vergessener Pionier“ der Psychotherapie. Wesentliche Aspekte seiner Theorien finden heutzutage Anwendung im Rahmen der Psychoedukation sowie in der Rational-Emotiven Verhaltenstherapie nach Ellis. Seine Persuasionstherapie (rationelle Therapie) selber wurde jedoch bereits während ihrer Entstehungszeit von den damals massgeblichen Psychoanalytikern kritisch aufgenommen und ist heute kaum in Gebrauch. Therapeuten, die nach ihr arbeiten, sind eine Rarität.

## Schriften (Auswahl)
- Ueber den Druck in der Harnblase. Hirschfeld, Leipzig 1876 (zugleich Dissertation, Universität Bern, 1874).
- De l’influence de l’esprit sur le corps: Conférence faite à la salle du Grand Conseil de Berne le 28 février 1901. Masson, Paris 1901 (auch: Schmid & Francke, Bern 1901).
  - Deutsche Übersetzung: Ueber den Einfluss des Geistes auf den Körper. Francke, Bern 1905.
- Les psychonévroses et leur traitement moral: Leçons faites à l’université de Berne. Masson, Paris 1904, mit einem Vorwort von Jules-Joseph Dégerine. Neuausgabe: L’Harmattan, Paris 2007, ISBN 978-2-296-04122-6.
  - Deutsche Übersetzung: Die Psychoneurosen und ihre psychische Behandlung: Vorlesungen gehalten an der Universität Bern.Francke, Bern 1905.
- Die Einbildung als Krankheitsursache. J. F. Bergmann, Wiesbaden 1907 (= Grenzfragen des Nerven- und Seelenlebens. Heft 48).
- L’éducation de soi-même. Masson, Paris 1908.
  - Deutsche Übersetzung: Selbsterziehung. Francke, Bern 1909.
- Raison et sentiment: Conférence faite à l’Aula de l’Université de Berne le 3 mars 1910. Francke, Bern 1910.
  - Deutsche Übersetzung: Vernunft und Gefühl: Akademischer Vortrag gehalten in der Aula der Universität Bern den 3. März 1910. Francke, Bern 1910.